# Mondercange

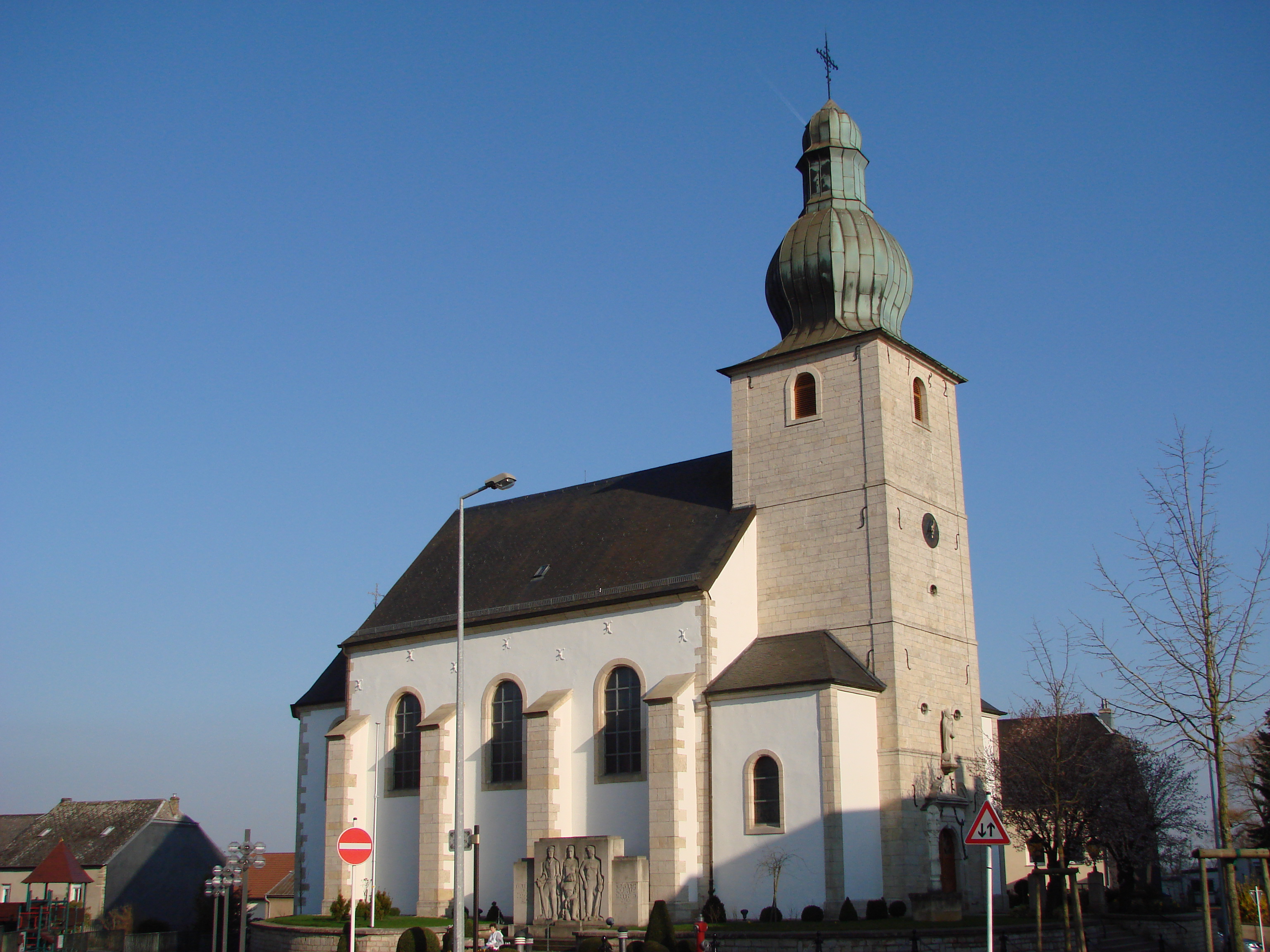
Église St-Willibrord

Mondercange (Luxemburgs: Monnerëch, Duits: Monnerich) is een gemeente in het Luxemburgse kanton Esch.
De gemeente heeft een totale oppervlakte van 21,4 km² en telde 6109 inwoners op 1 januari 2007.

## Plaatsen in de gemeente
- Bergem
- Foetz
- Lameschmühle
- Mondercange
- Schwindhaus
- Pontpierre

## Bezienswaardigheden
- De Église St-Willibrord

## Evolutie van het inwoneraantal
| Jaar                              | 2001 | 2002 | 2003 | 2004 | 2005 |
| --------------------------------- | ---- | ---- | ---- | ---- | ---- |
| Inwoneraantal                     | 6089 | 6099 | 6103 | 6090 | 6099 |
| Opmerking: tellingen op 1 januari |      |      |      |      |      |

## Sport
In de gemeente speelt voetbalclub FC Mondercange, dat een aantal seizoenen in de hoogste klasse speelde.

## Geboren
- Alphonse Jungers (1872-1947), kunstschilder

Bettembourg · Differdange · Dudelange · Esch-sur-Alzette · Frisange · Kayl · Leudelange · Mondercange · Pétange · Reckange-sur-Mess · Roeser · Rumelange · Sanem · Schifflange